# El Arco
El Arco é um município da Espanha na província de Salamanca, comunidade autónoma de Castela e Leão, de área 7,10 km² com população de 96 habitantes (2003) e densidade populacional de 18,63 hab/km².

## Demografia
| Variação demográfica do município entre 1991 e 2004 | Variação demográfica do município entre 1991 e 2004 | Variação demográfica do município entre 1991 e 2004 | Variação demográfica do município entre 1991 e 2004 |
| --------------------------------------------------- | --------------------------------------------------- | --------------------------------------------------- | --------------------------------------------------- |
| 1991                                                | 1996                                                | 2001                                                | 2004                                                |
| 100                                                 | 113                                                 | 89                                                  | 133                                                 |